# Темижбекский сельсовет
Темижбекский сельсовет — упразднённое сельское поселение в Новоалександровском районе Ставропольского края Российской Федерации.
Административный центр — посёлок Темижбекский.

## История
Статус и границы сельского поселения установлены Законом Ставропольского края от 4 октября 2004 года № 88-кз «О наделении муниципальных образований Ставропольского края статусом городского, сельского поселения, городского округа, муниципального района».
С 1 мая 2017 года, в соответствии с Законом Ставропольского края от 14 апреля 2017 № 34-кз, все муниципальные образования Новоалександровского муниципального района (городское поселение город Новоалександровск, сельские поселения Горьковский сельсовет, Григорополисский сельсовет, станица Кармалиновская, Краснозоринский сельсовет, Красночервонный сельсовет, Присадовый сельсовет, Радужский сельсовет, Раздольненский сельсовет, станица Расшеватская, Светлинский сельсовет, Темижбекский сельсовет) были преобразованы, путём их объединения, в Новоалександровский городской округ.

## Население
| 1989  | 2002  | 2010  | 2011  | 2012  | 2013  | 2014  | 2015  | 2016  |
| ----- | ----- | ----- | ----- | ----- | ----- | ----- | ----- | ----- |
| 4292  | ↗5153 | ↘5103 | ↘5099 | ↗5141 | ↗5166 | ↘5153 | ↘5132 | ↘5109 |
| 2017  |       |       |       |       |       |       |       |       |
| ↘5092 |       |       |       |       |       |       |       |       |

### Национальный состав
По итогам переписи населения 2010 года проживали следующие национальности (национальности менее 1 %, см. в сноске к строке "Другие"):
| Национальность | Численность | Процент |
| -------------- | ----------- | ------- |
| Русские        | 4320        | 84,66   |
| Армяне         | 376         | 7,37    |
| Курды          | 159         | 3,12    |
| Украинцы       | 51          | 1,00    |
| Другие         | 197         | 3,86    |
| Итого          | 5103        | 100,00  |

## Состав сельского поселения
До упразднения Темижбекского сельсовета в состав его территории входили 7 населённых пунктов:
| № | Населённый пункт | Тип населённого пункта          | Население |
| - | ---------------- | ------------------------------- | --------- |
| 1 | Восточный        | посёлок                         | ↘257      |
| 2 | Ганькин          | хутор                           | ↘4        |
| 3 | Краснокубанский  | посёлок                         | ↗249      |
| 4 | Озёрный          | посёлок                         | ↘295      |
| 5 | Славенский       | посёлок                         | ↘192      |
| 6 | Темижбекский     | посёлок, административный центр | ↘3491     |
| 7 | Южный            | посёлок                         | ↘279      |